# ساتوشي كويزومي
ساتوشي كويزومي (باليابانية: 小泉 訓) (9 يونيو 1985 في طوكيو في اليابان – )؛ هو لاعب كرة قدم ياباني سابق كان يلعب كلاعب وسط.

## وصلات خارجية
- ساتوشي كويزومي على موقع رابطة كرة القدم اليابانية للمحترفين (اليابانية)